# Episiphon minutissimum
Episiphon minutissimum är en blötdjursart som beskrevs av Ludbrook 1954. Episiphon minutissimum ingår i släktet Episiphon och familjen Gadilinidae. Inga underarter finns listade i Catalogue of Life.